# Dramfeld
Dramfeld is een dorp in de gemeente Rosdorf in het Landkreis Göttingen in Nedersaksen in Duitsland. Het wordt voor het eerst vermeld in een oorkonde uit 1229 waarin de tiende van Dramfeld wordt geschonken aan het klooster in Reinhausen. In 1973 werd het dorp bij Rosdorf gevoegd. 
De eerste dorpskerk werd gebouwd in de dertiende eeuw. Van die kerk resteert de weertoren. De kerk kreeg zijn huidige uiterlijk in 1776.
Bij Dramfeld hoort het Klostergut Mariengarten.